# Classe Shanghai
Le classe Shanghai (I-V) sono motocannoniere costiere cinesi realizzate al ritmo di circa 10 all'anno a partire dal 1959, dopo che per molti anni i compiti di pattugliamento costiero necessario alla Cina venivano svolti da navigli di fornitura sovietica. Alla fine, ne sono state varate oltre 300.
Le prime, Shanghai I, erano armate di un cannone binato da 57 e uno da 37mm, oltre che di 8 cariche di profondità e se del caso, anche 10 mine per operazioni di interdizione costiera. Subito dopo si passò alle navi della Shanghai II, con ben 8 cannoni: 2 impianti binati da 37mm e 2 da 25 a mezzanave, tutti di concezione sovietica. Essi sono stati poi sostituiti, sulle navi della classe IV e V da 2 cannoni a poppa calibro 57mm, e 2 a prua da 25mm. Sempre e comunque mine e cariche di profondità per tutte le classi, e nelle stesse quantità. A tutto questo si aggiunga una velocità di 30 nodi data da 4 diesel da 4800hp totali. 
Nell'insieme, navi di modeste capacità belliche in operazioni di guerra ad alto livello, ma così numerose e armate da essere molto utili in azioni di pattugliamento, antipirateria, minamento e pattugliamento anticommando e ASW costiero (grazie anche alla predisposizione per un sonar a scafo, mentre dovrebbero avere comunque gli idrofoni).